# Hrabiowie Poitiers

Herb hrabiów Poitiers

Poniższa lista zawiera trzydziestu hrabiów Poitiers. Wśród nich znajduje się czterech królów Francji, królowa Francji, Delfin Francji, król Anglii i dwóch antykrólów Niemiec (w tym jeden cesarz rzymski).
| Wizerunek | Imię                    | Daty życia                          | Lata panowania | Ojciec i matka                                        | Tytuł                                                                                            |
| --------- | ----------------------- | ----------------------------------- | -------------- | ----------------------------------------------------- | ------------------------------------------------------------------------------------------------ |
|           | Guerin                  | 638–677                             |                |                                                       | hrabia Poitiers                                                                                  |
|           | Renald                  | 795–843                             |                |                                                       | hrabia Poitiers                                                                                  |
|           | Bernard I               | –844                                | 840-844        |                                                       | hrabia Poitiers                                                                                  |
|           | Ranulf I                | 815-866                             | 835–866        | Gerard z Owernii Hildegarda Frankijska                | książę Akwitanii (król Akwitanii) hrabia Poitiers                                                |
|           | Ranulf II               | 850-5 sierpnia 890                  | 866–890        | Ranulf I Bilichilda z Maine                           | hrabia Poitiers książę Akwitanii                                                                 |
|           | Ranulf III              |                                     | 890–892        | Ranulf II                                             | hrabia Poitiers książę Akwitanii                                                                 |
|           | Aymar                   |                                     | 892–902        |                                                       | hrabia Poitiers                                                                                  |
|           | Ebalus Bękart           | ok. 870-935                         | 902–935        | Ranulf II                                             | hrabia Poitiers i Owernii książę Akwitanii                                                       |
|           | Wilhelm I Akwitański    | 915-3 kwietnia 963                  | 935–963        | Ebalus Bękart Emilienna                               | hrabia Poitiers i Owernii książę Akwitanii                                                       |
|           | Wilhelm II Akwitański   | 937-3 lutego 995                    | 963–995        | Wilhelm I Akwitański Adela                            | hrabia Poitiers książę Akwitanii                                                                 |
|           | Wilhelm III Akwitański  | 969-31 stycznia 1030                | 995–1030       | Wilhelm II Akwitański Emma                            | hrabia Poitiers książę Akwitanii                                                                 |
|           | Wilhelm IV Akwitański   | 1004-15 grudnia 1038                | 1030–1038      | Wilhelm III Akwitański Agnieszka z Gévaudun           | hrabia Poitiers książę Akwitanii                                                                 |
|           | Odon Akwitański         | 1010-10 marca 1039                  | 1038–1039      | Wilhelm III Akwitański Prisca Gaskońska               | książę Akwitanii i Gaskonii hrabia Poitiers                                                      |
|           | Wilhelm V Akwitański    | 1023-1058                           | 1039–1058      | Wilhelm III Akwitański Agnieszka                      | hrabia Poitiers książę Akwitanii                                                                 |
|           | Wilhelm VI Akwitański   | 1025-25 września 1086               | 1058–1086      | Wilhelm III Akwitański Agnieszka                      | książę Akwitanii i Gaskonii hrabia Poitiers                                                      |
|           | Wilhelm VII Akwitański  | 22 października 1071-10 lutego 1126 | 1086–1127      | Wilhelm VI Akwitański Hildegarda Burgundzka           | książę Akwitanii i Gaskonii hrabia Poitiers                                                      |
|           | Wilhelm VIII Akwitański | 1099-9 kwietnia 1137                | 1127–1137      | Wilhelm VII Akwitański Filipa z Tuluzy                | książę Akwitanii i Gaskonii hrabia Poitiers                                                      |
|           | Eleonora Akwitańska     | ok. 1122-1 kwietnia 1204            | 1137–1189      | Wilhelm VIII Akwitański Eleonora de Châtellerault     | królowa Francji i Anglii Księżna Akwitanii razem z Ludwikiem i Henrykiem                         |
|           | Ludwik VII Młody        | 1120-18 września 1180               | 1137–1152      | Ludwik VI Gruby Adelajda z Maurienne                  | król Francji Książę Akwitanii razem z Eleonorą                                                   |
|           | Henryk II Plantagenet   | 5 marca 1133-6 lipca 1189           | 1152–1189      | Godfryd V Plantagenet Cesarzowa Matylda               | Książę Normandii Hrabia Andegawenii Książę Akwitanii razem z Eleonorą Król Anglii                |
|           | Wilhelm IX              | 17 sierpnia 1153-1156               | 1153–1156      | Henryk II Plantagenet Eleonora Akwitańska             | hrabia Poitiers                                                                                  |
|           | Otton IV Welf           | 1175 lub 1176-18 maja 1218          | 1196–1218      | Henryk Lew Matylda Plantagenet                        | antykról niemiecki król niemiecki książę Szwabii Cesarz rzymski hrabia Poitiers                  |
|           | Ryszard z Kornwalii     | 5 stycznia 1209-2 kwietnia 1272     | 1224–1224      | Jan bez Ziemi Izabela z Angoulême                     | hrabia Poitou, hrabia Kornwalii, antykról niemiecki                                              |
|           | Alfons z Poitiers       | 11 listopada 1220-21 sierpnia 1271  | 1225–1271      | Ludwik VIII Lew Blanka Kastylijska                    | hrabia Poitiers hrabia Tuluzy                                                                    |
|           | Filip V Wysoki          | 17 listopada 1293-3 stycznia 1322   | 1311–1316      | Filip IV Piękny Joanna I z Nawarry                    | hrabia Poitiers i Brie hrabia - palatynat Burgundii król Francji i Nawarry                       |
|           | Jan II Dobry            | 26 kwietnia 1319-8 kwietnia 1364    | 1344–1350      | Filip VI Walezjusz Joanna Burgundzka                  | hrabia Andegawenii książę Normandii hrabia Poitiers książę Gujenny król Francji książę Burgundii |
|           | Jan de Berry            | 30 listopada 1340-15 czerwca 1416   | 1357–1416      | Jan II Dobry Bonna Luksemburska                       | książę de Berry i Owernii hrabia Poitiers                                                        |
|           | Jan Walezjusz           | 31 sierpnia 1398-5 kwietnia 1417    | 1416–1417      | Karol VI Szalony Izabela Bawarska                     | Delfin Francji                                                                                   |
|           | Karol VII Walezjusz     | 22 lutego 1403-22 lipca 1461        | 1417–1422      | Karol VI Szalony Izabela Bawarska                     | król Francji                                                                                     |
|           | François Joseph de Rye  | 1698-29 października 1715           |                | Ferdynand Franciszek de Poitiers Franciszka d'Anglure | hrabia Poitiers                                                                                  |